# اچ‌ام‌اس ویکتوریوس (۱۷۸۵)
اچ‌ام‌اس ویکتوریوس (۱۷۸۵) (به انگلیسی: HMS Victorious (1785)) یک کشتی بود که طول آن ۱۷۰ فوت (۵۲ متر) بود. این کشتی در سال ۱۷۸۵ ساخته شد.